# RMS Aquitania
RMS Aquitania  je bila britanska oceanska linijska ladja družbe Cunard Line, v službi od leta 1914 do 1950. Načrtoval jo je Leonard Peskett, zgrajena pa je bila v ladjedelnici John Brown & Company na Škotskem. Splovljena je bila 21. aprila 1913, na svojo krstno plovbo pa je odplula 30. maja 1914 iz Liverpoola v New York. Aquitania je bila tretja ladja družbe Cunard Line, ki je imela štiri dimnike in je bila tudi zadnja preživela ladja z štirimi dimniki. Kmalu po tem, ko je Aquitania začela opravljati čezatlantsko službo, se je začela prva svetovna vojna. Najprej so ladjo preuredili v vojaško ladjo, kasneje pa v bolniško ladjo za prevoz bolnih in ranjenih iz Dardanel. 
V čezatlantsko službo se je ladja vrnila leta 1920 in plula skupaj z RMS Mauretanio in Berengario (prvotno imenovano SS Imperator). V tistih letih je bila Aquitania ena najbolj privlačnih in ena najbolj priljubljenih čezoceanskih potniških ladij, zato je dobila vzdevek "Lepa ladja". S svojo čezatlantsko službo je nadaljevala vse do leta 1934, ko se je družba Cunard Line združila z družbo White Star Line. Družba je nameravala ladjo upokojiti in jo zamenjati z RMS Queen Elizabeth leta 1940. 
Vendar je začetek druge svetovne vojne Aquitaniji preprečil, da je v službi ostala še deset let. Med vojno in po vojni do leta 1947 je ladja služila za prevoz vojaških enot in predvsem za prevoz kanadskih vojakov iz Evrope nazaj domov v Kanado. Po vojni je ladja pripeljala priseljence v Kanado, ko je odbor za ladijsko trgovino ugotovil, da ladja ni več primerna za nadaljevanje čezatlantske službe. Aquitania je bila upokojena leta 1949 in prodana za razrez leta 1950. Po 36 letih službe je Aquitania postala druga ladja družbe Cunard Line, ki je imela najdaljšo kariero. Prva je bila RMS Scythia, ki je bila v službi 37 let. Ta rekord je bil do leta 2004, ko je Queen Elizabeth 2 postala največja ladja družbe Cunard Line.

## Ozadje
Izvor Aquitanie je nastal med družbama White Star Line in Cunard Line, dvema vodilnim britanskima družbama. Olympic, Titanic in prihajajoči Britannic družbe White Star Line, so bili za 15.000 ton večji od Cunardovih ladij Mauretania in Lusitania. Cunardovi ladji sta bili sicer hitrejši od ladij razreda Olympic, vendar so bile ladje razreda Olympic veliko večje in razkošnejše. Cunard je za tedensko čezatlantsko ekspresno storitev potreboval še eno linijsko ladjo in se odločil, da bo kopiral značilnosti iz ladij razreda Olympic, s počasnejšo ampak večjo in razkošnejšo ladjo od svojih prejšnjih dveh ladij. Načrti za gradnjo te ladje so se začeli leta 1910. Izdelanih je bilo več načrtov, da bi določili glavne osi, kaj naj bo ladja, za katero je bila predvidena povprečna hitrost 23 vozlov. Julija istega leta je podjetje objavilo gradbene ponudbe za več ladjedelnic, preden je izbralo podjetje John Brown & Company, ki je predtem zgradil Lusitanio. Podjetje je izbralo Aquitania kot ime za svojo novo ladjo. Tri ladje, Lusitania, Mauretania in Aquitania so bile poimenovalne po starodavnih rimskih provincah.

## Tehnični podatki
Aquitanio je načrtoval pomorski arhitekt Leonard Peskett. Peskett je pripravil načrte za daljšo in širšo ladjo od Mauretanie in Lusitanie. Pri načrtovanju je Peskett ladjo načrtoval enako z štirimi dimniki in na nadgradnjo vključil nekaj lastnosti, mednjimi tudi ladijske ventilatorje z svoje starejše ladje RMS Carmanie, ki jo je tudi sam načrtoval. Britanska Admiraliteta je pri načrtovanju zahtevala, da so vsi ladijski stroji vgrajeni pod vodno črto, saj bi bili tako varnejši pred udari strel.  
Aquitania je bila dolga 275 metrov, široka 29 metrov in je izpodrinila 45,647 ton. Imela je štiri propelerje, kar je ladji zagotavljalo, da je plula z hitrostjo do 23 vozlov. Aquitania je bila tudi prva ladja družbe Cunard Line, ki je bila dolga več kot 270 metrov. Za razliko od nekaterih ladij, ki so imele tri dimnike za kurjenje premoga in en dimnik za prezračevanje luksuzne notranjosti npr. ladje razreda Olympic, je imela Aquitania vse štiri dimnike za kurjenje premoga. Čeprav je bila Aquitania daljša in širša od ladij razreda Olympic, so bile njena hitrost, tonaža in ugrez manjši zato Aquitania nikoli ni veljala za največjo potniško ladjo na svetu, niti ni osvojila modrega traku za najhitrejše prečkanje Atlantika, je pa bila enako razkošna kot ladje razreda Olympic. 

## Gradnja ladje
Gradnja ladje se je začela decembra 1910 v ladjedelnici John Brown & Company v Cybelnjaku. Gradnja ladje je potekala na istem mestu, kjer so štiri leta prej zgradili Lusitanio. Gradnja trupa je potekala od obeh koncev hkrati. Ko je bila do poletja 1911 več kot polovica trupa že zgrajena, se je konstruktor ladje Leonard Peskett vkrcal na takrat največjo ladjo na svetu, RMS Olympic družbe White Star Line, ki je presegla več kot 50.000 ton, da bi dobil več idej za dodatke na Aquitaniji. Po potopu Titanica leta 1912 je bila Aquitania ena od prvih ladij, ki je dobila dovolj reševalnih čolnov za vse ljudi na krovu. Ladijski propelerji so bili ob namestitvi obloženi z lesom, da bi jih tako zaščitili med splovitvijo. Trup je bil v ladjedelnici zgrajen v celoti, medtem, ko je bila nadgradnja zgrajena le delno.
Aquitania je bila splovljena 21. aprila 1913 ob 12:00. Splovitev si je ogledalo veliko ljudi, mednjimi tudi veliko uradnikov družbe Cunard Line. Ladja je bila med splovitvijo krščena. Po splovitvi je bila ladja privlečena v suhi dok, kjer so pobarvali ladijski trup in odstranili obloženi les s propelerjev. Po izpustitivi iz suhega doka so na ladjo namestili še preostalo nadgradnjo, jamborje in dimnike. V naslednjem letu so v ladjo vgradili še vso strojno in elekrtično opermo ter opremo primerno za bivanje potnikov. Opremljanje sta vodila Arthur Joseph Davis in njegov pomočnik Charles Mewes.
10. maja 1914 je ladja opravila vsa testiranja na morju in 14. maja je priplula v Mersey, kjer je bila zasidrana petnajst dni, nato pa je odplula v Liverpool, kjer se je ladja pripravila na svojo krstno plovbo.

## Notranjost
Čeprav je Aquitaniji manjkalo vidne lastnosti v notranjosti kot sta jo imela Lusitania in Mauretania, sta njena dolžina in širina prispevala k tem, da je bila večina javnih prostorov za potnike in posadko povečanih kot na njenih dveh tekmecih. Njene javne prostore je načrtoval Arthur Joseph Davis iz podjetja za načrtovanje notranje opreme, Mewès in Davis. 
Notranjost prvega razreda na Aquitaniji je bila veliko vidno delo Davisa. V prvem razredu je bila zelo lepo oblikovana in narejena jedilnica prvega razreda Louis XVI, kadilnica in salon za zabavo. V prvem razredu je bilo tudi osem luskuznih apartmajev, poimenovanih po znanih slikarjih. Večina kabin prvega razreda je imela kopalnice, čeprav ne vse. 
Drugi razred na Aquitaniji je imel jedilnico, več raznih salonov, kadilnico, kavarno z verando in telovadnico. Kabine drugega razreda so bile večje od povprečja in so lahko sprejelo do 4 osebe. Tretji razred na Aquitaniji je imel več skupnih prostorov, jedilnico in tri velike skupne kopalnice. Kabine tretjega razreda so imele le majhno število pogradov. 
V njeni petintrideset letni karieri so se prostori na ladji veliko spremenili. Primeri dodatkov so vključevale namestitev kinodvorane med obnovo v letih 1932 in 1933 ter reorganizacija turističnega potnika med prenovo leta 1920, za večje udobje revnih ljudi.  

## Zgodnja kariera in prva svetovna vojna
Aquitania je na svojo krstno plovbo odplula 30. maja 1914 pod poveljstvom kapitana Wiliama Thomasa Turnerja, v New York pa je priplula 5. junija. Njeno prvo potovanje in njen prvi prihod v New York sta bila deležna velike množice ljudi. Na njeni prvi plovbi je bilo na ladji 1.055 potnikov, veliko potnikov je uživalo med plovbo, posadka in družba Cunard Line so bili zadovoljni s krstno plovbo. Na njeni povratni plovbi je bilo na krovu skupno 2649 potnikov.
Ob prihodu v domače pristanišče Liverpool je ladja doživela manjše spremembe, pri čemer je upoštevala opažanja med obema prvima potovanjima (to je bilo značilno za linijsko ladjo po krstni plovbi in prvem povratnem potovanju). V drugi polovici junija in v celotnem juliju istega leta je ladja preplula še dve povratni potovanji. Njen arhitekt Leonard Peskett je bil na teh potovanjih na krovu, da je opazil kakršno koli pomanjkljivost in še kaj prostora za izboljšave. Na njenih prvih šestih plovbah čez Atlantik je na ladji skupaj potovalo 11.208 potnikov. Njeno čezatlantsko službo je nenadoma prekinil začetek prve svetovne vojne, ki jo je šest let odstranil iz službe za prevoz potnike.
28. julija 1914 se je prva svetovna vojna uradno začela. Kmalu po začetku vojne sta Aquitania in RMS Mauretania prispeli v Halifax, kjer je britanska vlada prosila naj obe ladji postaneta ladji za prevoz vojaških enot, vendar sta se zaradi njune velikosti in velike porabe premoga izkazali za neprimerni in sta se vrnili v čezatlantsko službo. 22. avgusta je Aquitania trčila v ladjo z imenom Kanada. 30. septembra je bila Aquitania popravljena in se vrnila nazaj v službo. 
Potem ko je bila nekaj časa zasidrana v Liverpoolu, jo je Admiraliteta spomladi 1915 uporabila za vojaško ladjo ter se odplula v Dardanele, včasih pa je plula z ladjo Britannic ali Mauretanio. V Dardanele je bilo med majem in avgustom istega leta na bojišče pripeljanih približno 30.000 vojakov. Aquitanijo so nato preuredili v bolniško ladjo za prevoz bolnih in ranjenih iz Dardanel. Aprila 1916 je doživela močno nevihto zaradi česar je odšla na dolga popravila. Novembra 1916, ko je se je potopila največja in takrat vodilna ladja družbe White Star Line ter edena od glavnih tekmecev Aquitanie, Britannic, se je Aquitania vrnila v vojaško službo, nato pa je bila leta 1917 premeščena v ožino Solent. Leta 1918, zdaj pod poveljstvom kapitana Jamesa Charlesa, je bila ladja spet na odprtem morju v vojaški službi, ki je ameriške vojake pripeljala v Anglijo. Številni odhodi so bili iz pristanišča Halifax v Novi Škotski, kjer so umetniki in fotografi ujeli umetniško in fotografsko fotografijo ladijske spektakularne zaslepitvene sheme. Aquitanija je nekoč pripeljala več kot 8.000 vojakov. Med devetimi potovanji čez Atlantik je pripeljala približno 60.000 vojakov. V tem obdobju je trčila v USS Shaw in ji raztrgala premec. V nesreči je umrlo ducat članov posadke ameriške ladje. 
Po koncu vojne, decembra 1918, je bila Aquitania umaknjena iz vojaške službe, saj je ponovno trčila v ladjo. Trčila je z britansko tovorno ladjo Lord Dufferin v New Yorku, 28. februarja 1919. Lord Dufferin se je potopila in Aquitania je rešila preživelo posadko.  

## Medvojna kariera
Junija 1919 je Aquitania med Southamptonom in New Yorkom plula za Cunardovo "varčevalno službo". Decembra istega leta je Aquitania odplula v Newcastle, kjer so jo ponovno opremili za čezatlantsko službo. Ladja je bila iz kurjenja premoga preurejena v kurilno olje, kar je močno zmanjšalo število potrebnih moških strojnice.

### 1920 - 1939
17. julija 1920 se je Aquitania vrnila v čezatlantsko službo in istega dne izplula iz Liverpoola z 2433 ljudmi na krovu. Plovba je bila uspešna; ladja je ohranjala dobro hitrost, hkrati pa pokazala, da je bil pogonski pogon na nafto veliko cenejši in boljši od pogona na premog. Meseci, ki so sledili so bili obetavni, kljub stavki stevardesov maja 1921. Med letom 1921 in 1922 je bila Aquitania edina velika ladja družbe Cunard Line za potovanje čez Atlantik medtem, ko je bila RMS Mauretania na popravilu zaradi izbruha požara. Leto 1921 je bilo torej zanjo izjemno leto;  Tistega leta je podrla rekord, tako da je pripeljala približno 60.000 potnikov. Naslednje leto se ji je Mauretania pridružila, kasneje pa še Berengaria (prvotno imenovana SS Imperator). 
Ko se je število potnikov in posadke leta 1925 zaradi omejitve priseljencev v ZDA zmanjšalo, je bil tretji razred na Aquitaniji preurejen za turistične namene. Ker na ameriških ladjah, ki so bile v lasti ameriških podjetij, ni bilo mogoče postreči alkoholnih pijač so tisti potniki, ki so želeli piti, potovali na britanskih ladjah. Aquitania je uživala v tem uspehu, kar je prineslo veliko denarja za družbo Cunard Line. Leta 1929 je ladja doživela veliko obnovo: številnim sobam prvega razreda so povečali in obnovili kopalnico, turistični razred pa je bil v celoti preurejen za turiste. Čeprav so v začetku leta 1930 v službo prihajali novi, večji in luksuznejši tekmeci, kot npr. SS Bremen, je Aquitania vseeno ostala ena najbolj priljubljenih potniških ladij zato je tudi dobila vzdevek "Lepa ladja". 
Leta 1930 je velika gospodarska kriza zmanjšala število ljudi na ladjah. Aquitania je bila zdaj v slabem stanju. Malo kdo si je privoščil njeno potovanje v ZDA, zato je bila premeščena v Sredozemsko morje, kjer je služila, kot turistična križarka. Poleti 1931 je Aquitania med plovbo v severnem Atlantiku naletela na močno nevihto, ki jo je kljub visokim valovom in močnemu vetru, preživela. Leta 1934 se je število ljudi na njenem krovu zmanjšalo iz 30.000 na 13.000 ljudi, a je vseeno ostala zelo priljubljena ladja. Med letom 1932 in 1933 je znova doživela dodatno prenovo, ko so povečali gledališče in kino. 24. januarja 1934 je Aquitania plula preblizu obale v ožini Solent zaradi česar je delno nasedla, vendar je bila pozneje istega dne rešena in je nadaljevala svojo plovbo.
Leta 1934 se je družba Cunard Line združila z družbo White Star Line. Ta združitev je omogočila gradnjo novih dveh večjih, hitrejših in luksuznejših ladij: RMS Queen Mary in RMS Queen Elizabeth. Ko sta bili ti dve novi ladji zgrajeni, sta prevzeli vodstvo v službi tako, da je vloga starejših ladij postala odvečna in so jih postopoma upokojili. Mauretanio so iz službe umaknili že leta 1934, Olympic pa leto pozneje. 10. aprila 1935 je Aquitania zaradi oseke nasedla pri Thorne Knoll v ožini Solentu blizu pristanišča v Southamptonu, a ker je na pomoč priskočlo 10 vlačilcev iz Southamptona in ker se je dvignila plima, je bila ladja rešena in je nadaljevala svojo plovbo. Ko je leta 1940 Queen Elizabeth vstopila v službo, so se še predtem pojavila ugibanja, da bo Aquitania umaknjena iz čezatlantske službe. Družba Cunard-White Star je tako nameravala Aquitanio umakniti iz službe in jo prodati za razrez.

## Druga svetovna vojna
Načrte za upokojitev in razrez Aquitanie, da bi jo zamenjali z RMS Queen Elizabeth, je preprečil začetek druge svetovne vojne. 16. septembra 1939 je ladja odplula v Southampton, kjer so jo do 18. novembra preuredili v ladjo za prevoz vojaških enot. Njen začetek vojaške službe je bil ta, da je Aquitania pripeljala kanadske vojake na Škotsko.
Novembra 1941 so Aquitanio prebarvali v sivo barvo. Spremenili so ji videz, da bi bila težje opažena iz zraka. Pobarvali in potemnili so ji okna in nadgradnjo, da bi ji zagotovili večjo varnost. Decembra se je v Tihem oceanu začela vojna, Aquitania je skupaj z dvema manjšima prevoznikoma odplula v Sydney z 4150 avstralskimi vojaki in 10.000 tonami orožja za Port Moresby na Novi Gvineji. V Sydney je prispela 8. januarja 1942. Naslednje prizadevanje je bilo okrepitev Singapurja in Nizozemske Vzhodne Indije z Aqutanijo, ki je pod spremstvom HMAS Canberra prevažala avstralske vojake. Ladja je bila edini primeren prevoz avstralskih vojakov za tako dolgo pot. Prvotno je bilo načrtovano o prevozu neposredno v Singapur, vendar je nevarnost letal do tako dragocenega bogastva in toliko vojakov povzročila spremembo načrtov.
Namesto tega je Aquitania 10. januarja 1942 odplula iz Sydneya in 20. januarja dosegla zaliv Ratai pri ožini Sunda, kjer je bilo 3.456 vojakov (vključno z nekaterimi mornariškimi, letalskimi silami in civilisti) pretovorjeno pod pokrito pomorsko silo na sedmimi manjšimi plovili namenjenimi v Syngapur. Aquitania se je 31. januarja vrnila v Sydney.
V ZDA so Aquitanio februarja 1942 najeli za prevoz vojakov v Avstralijo, vendar so bile na ladji potrebne prenove. Ker so bili njeni postanki na avstralskih in otokih v Tihem oceanu nevarni je med marcem in aprilom 1942 prepotovala samo eno potovanje, ko je ameriške vojake pripeljala iz zahodne obale ZDA na Havaje. Nato je bila Aquitania začasno premeščena v drugačno službo, ko je prepeljala vojake iz ZDA v Anglijo, 30. aprila je izplula iz New Yorkom, medtem, ko je bilo na njenem krovu približno 19.000 vojakov. 
V osmih letih vojaškega dela je Aquitania preplula več kot 500.000 milj in pripeljala skoraj 400.000 vojakov do in od krajev, ki so daleč naokoli, kot so Nova Zelandija, Avstralija, južni Tihi ocean, Grčija in Indijski ocean. 

## Povojna kariera, upokojitev in razrez
Po končani vojaški službi se je leta 1948 Aquitania vrnila v družbo Cunard White Star Line in v čezatlantsko službo. Nato je bila uporabljena za prevoz vojnih nevest in njihovih otrok v Kanado na podlagi kanadske vlade. Ta zadnja služba je ustvarila posebno ljubezen do Aquitanie v Halifaxu v Novi Škotski, pristanišču izkrcanja teh priseljenskih potovanj.
Po koncu te naloge in zadnje plovbe konec novembra 1949 je bila Aquitania umaknjena iz čezatlantske službe, ko je odbor za ladijsko trgovino ugotovil, da ladja ni več primerna za nadaljevanje čezatlantske službe, saj je ladja postala prestara in predraga za vzdrževat ter je začela razpadati, da bi jo uporabili za moderne in varne potniške čezatlantske prevoze. Barva na tleh palube se je začela luščiti. Dimniki in jamborji so začeli močno rjaveti. Klavir je zaradi zrušenja tal padel iz zgornje palube v eno jedilnico med kosilom. To vse je resnično pomenilo konec Aquitanie in njenega delovanja. Decembra istega leta je ministrstvo za ladijski promet in trgovino odločilo, da lahko ladja nadaljuje z svojo čezatlantsko službo, le da se jo popolnoma prenovi kar je pa zahtevalo veliko stroškov. Vendar je Cunard opazil, da je Aquitania že tako stara, da je menil, da se je ne splača več prenoviti, če bi jo pa hotel prenoviti, bi pa moral porabiti veliko stroškov, kar bi bila previsoka cena, zato jo je dokončno umaknil iz čezatlantske službe in jo dal na prodaj. 
Potem, ko je bila ladja skoraj tri mesece zasidrana v Southamptonu, je bilo do konca januarja 1950 iz notranjosti odstranjeno vso pohištvo, 19. februarja 1950 pa je Aquitania zadnjič izplula iz Southamptona in odplula v Faslane na Škotskem kamor je priplula 21. februarja. Ko je prispela v Faslane, je bila prodana za razrez za 125.000 funtov. Aquitania je svoj zadnji javni pregled opravila 28. februarja. Po ogledu je bila iz ladje odstranjena še vsa strojna in električna oprema, razrez pa se je nato začel 1. aprila 1950 in to z veliko hitrostjo saj so ladjo razrezali in razstavili v manj kot enem letu. Do začetka maja so bili njeni jamborji, dimniki in nadgradnja porušeni in razrezana. Do konca avgusta 1950 je bil ves trup nad vodno črto razrezan in razstavljen. Preostali trup pod vodno črto je bil razrezan in razstavljen do decembra 1950.   
S tem se je končala slavna kariera ladje, ki je preplula 3 milijone milj v 450 krožnih plovbah. Aquitania je z aktivno morsko kariero pripeljala 1,2 milijona potnikov, kar je trajalo skoraj 36 let, s čimer je postala najbolj dolgoročna ekspresna oceanska potniška ladja 20. stoletja. Aquitania je bila edina večja linijska in največja trgovska ladja, ki je služila v obeh svetovnih vojnah. Bila je tudi zadnja potniška ladja s štirimi dimniki, ki so jo razrezali. Krmilo in ladijske telegrafe Aquitanie so na voljo na ogled v razstavišču Cunard v Pomorskem muzeju Atlantika v Halifaxu. 

Pomorski avtor NRP Bonsor je leta 1963 zapisal o Aquitaniji: 
"Cunard Line je leta 1949 poskusil obnovit posest njihove ladje, vendar je ni bilo vredno obnoviti. V 35 letih službovanja je Aquitania preplula več kot 3 milijone milj v primerjavi z ladjami podjetja Allan Line. Nobena druga ladja ni služila tako dolgo v enem samem podjetju".